# Gábor Papp
Pour les articles homonymes, voir Papp.
Gábor Papp est un joueur d'échecs hongrois né le 4 mai 1987 à Pécs et grand maître international depuis 2011.
Au 1er avril 2020, il est le neuvième joueur hongrois avec un classement Elo de 2 602 points.

## Biographie et carrière
Héra fut médaille de bronze au championnat d'Europe des moins de 12 ans en 1999. Il finit premier ex æquo du mémorial Béla Papp en 2004, deuxième ex æquo de  l'open d'Oberwart 2006 et deuxième de l'open de Pula en 2009.
Il obtint sa troisième norme de grand maître international en 2011 en marquant 6,5 points sur 9 à l'open de Cappelle-la-Grande 2011 (9e place ex æquo), après avoir marqué 5,5 points à l'open de Zadar 2010, 6 points sur 9 à la Coupe Mitropa en 2010, et en remportant le tournoi First Saturday de Budapest en février 2007,.
En 2015, Papp finit deuxième du championnat de Hongrie d'échecs. En 2017, il finit troisième du championnat de Hongrie.
Il remporte le World Open de Philadelphie aux États-Unis en 2016 après avoir battu Viktor Bologan lors des départages.
En 2019, Papp finit huitième ex æquo (treizième au départage) de l'open Grenke avec 7 points sur 9.

## Compétitions par équipe
Avec l'équipe de Hongrie, Papp remporta :
- le championnat du  monde par équipe de moins de 16 ans en 2003 (médaille d'or par équipe et médaille d'or individuelle au troisième échiquier) ;
- la Coupe Mitropa en 2015 et 2012 (médaille d'or par équipe) ;
- la médaille de bronze par équipe à la Coupe Mitropa 2009 ;
- la médaille d'argent par équipe à la Coupe Mitropa 2010 ;
- la médaille d'or individuelle au deuxième échiquier à la Coupe Mitropa 2010 (6/9, + 3, =6)[8].